# Virus bacilliforme du tungro du riz
Genre
Espèce
Le virus bacilliforme du tungro du riz (RTBV, Rice tungro bacilliform virus) est une espèce de virus du genre Tungrovirus (famille des Caulimoviridae), dont c'est l'unique espèce (genre monotypique).
Ce sont des virus à ADN à double brin, non enveloppés, qui ont une phase de transcription inverse dans leur cycle de vie (pararétrovirus). Ils sont classés dans le groupe VII de la classification Baltimore. 
La gamme d'hôtes est limitée aux espèces de plantes monocotylédones des familles des  Poaceae et Cyperaceae.
Le RTBV n'est pas transmissible par inoculation mécanique, ni par les graines.
Sa transmission est assurée par des cicadelles des genres Nephotettix et Recilia (famille des Cicadellidae). Bien qu'il soit capable de se répliquer indépendamment dans les cellules de la plante-hôte, le RTBV ne peut être transmis à une autre plante que lorsque la cicadelle a acquis un autre virus appartenant au genre Waikavirus, le Rice tungro spherical virus (RTSV, famille des Secoviridae) simultanément ou précédemment. Cela suggère que le RTSV peut apporter un composant d'assistance requis pour la transmission du RTBV. 

## Étymologie
Le nom générique, « Tungrovirus », est dérivé de « tungro », terme emprunté à un dialecte philippin signifiant « croissance dégénérée ».  

## Structure
Les virions sont des particules non enveloppées de forme allongée (baccilliforme) de 130 nm de long et de 30 nm de diamètre. La capside est vraisemblablement basée sur une symétrie icosaédrique de type T = 3.
Le génome, non segmenté (monopartite), est constitué d'une molécule d'ADN à double brin circulaire qui  compte environ 8000 paires de bases, avec des discontinuités dans les deux brins : une dans le brin transcrit et une à trois dans le brin non transcrit.